# Stripesy
S.T.R.I.P.E., abbreviazione di Special Tactics Robotic Integrated Power Enhancer, è un supereroe nell'Universo DC. S.T.R.I.P.E. è un'armatura potenziata inventata e indossata da Patrick "Pat" Dugan, la spalla adulta del supereroe adolescente, Sylvester Pemberton, alias Star-Spangled Kid. Pat è un meccanico di talento che costruì lo Star Rocket Racer, una limousine sormontata da cupole che funzionava come razzo ed elicottero. Insieme, furono membri dei Sette Soldati della Vittoria. Con il soprannome di Stripesy, Pat fu creato da Jerry Siegel (co-creatore di Superman) e Hal Sherman e comparve per la prima volta in Action Comics n. 40 nel settembre 1941.

## Biografia del personaggio
Pat Dugan divenne l'eroe in costume Stripesy dopo aver aiutato il giovane Sylvester Pemberton III contro spie nemiche che manifestavano. I due si allearono come personificazione della bandiera americana, Star-Spangled Kid e Stripesy, al fine di fermare le spie.
Quando i Soldati vennero dispersi indietro nel tempo, furono riportati al tempo presente dalla Justice Society of America. Al suo ritorno, Dugan si sposò con Maggie, che lo lasciò poi da solo con il figlio Michael. Ad aggravare i suoi problemi vi era il fatto che la pecora nera della famiglia di Sylvester Pemberton, Arthur, aveva rubato i brevetti di Dugan durante la loro scomparsa. Dopo aver sentito dell'accaduto, Sylvester restituì a Pat i suoi brevetti, così i due si riconciliarono. Dugan venne successivamente coinvolto con la Infinity, Inc. e la loro battaglia contro la Lega dell'ingiustizia. La prima vittima del gruppo fu proprio Sylvester Pemberton. I criminali Harlequin, Dummy, e Hazard concentrarono, alcuni giorni dopo la loro attenzione su Dugan con il piano di ucciderlo presso gli Stellar Studios, quartier generale della Infinity Inc. Quando venne coinvolto il figlio di Pat, Hazard ebbe l'esperienza di un cambio di cuore e utilizzò i suoi poteri per salvare le loro vite. Dummy utilizzò i due come esche, ma Hazard li gettò in un'ulteriore battaglia, ed il gruppo fu sconfitto. Hazard si consegnò alla polizia di sua spontanea volontà.
Il personaggio venne restaurato per una nuova versione: nella serie Stars and S.T.R.I.P.E.S. Dugan si sposò, per la seconda volta, stanziandosi a Blue Valley. La sua figliastra, Courtney Whitmore, divenne la seconda Star-Spangled Kid, in parte per infastidirlo. Questo portò Dugan a sviluppare un'armatura robotica potenziata assumendo la nuova identità di "S.T.R.I.P.E." cosicché la potesse accompagnare e proteggere.
Dugan si recò in missione anche senza Courtney. Durante l'incidente del Day of Judgement, viaggiò nello spazio insieme a Capitan Marvel e a Starfire. Il loro scopo era quello di ritrovare la Lancia del Destino da utilizzare contro l'angelo caduto Asmodel, che guidò una ribellione demoniaca contro la Terra. Il trio di eroi si batté, sia contro i cadaveri rianimati dei cosmonauti russi, sia contro la corrompente influenza della stessa Lancia. Dugan fu costretto a sottomettere Starfirem mentre la Lancia fu portata sulla Terra ed utilizzata con successo.
Dopo gli eventi della serie, Dugan e la sua famiglia si spostarono a Metropolis, dove assistettero il compagno di Superman, Acciaio. Da allora, ritornarono a Blue Valley.
Come il resto dei Sette Soldati, Dugan avrebbe dovuto essere più giovane grazie al viaggio temporale. Per un po', Dugan venne reso più giovane, giungendo fino all'età pre-adolescenziale insieme ad altri eroi a causa di Klarion il Ragazzo Mago. Si unì ad un'ultima battaglia senza la sua armatura, forse perché in quel momento era troppo grande, affrontando un mostro mistico a mani nude. Pat, insieme a tutti gli altri, ritornò normale quando Klarion venne ricattato, riportando tutti alla normalità.
Pat collaborò per un po' di tempo anche con la Justice Society of America, più che altro in un ruolo di supporto. Ritrovò uno dei vecchi disegni di Ted Knight creando l'"Aquila d'Acciaio", un nuovo aircraft per la squadra. Recentemente Pat completò uno S.T.R.I.P.E. totalmente rinnovato.

## Altre versioni di Stripesy
In Kingdom Come, Alex Ross raffigurò Stripesy come un adulto di colore di nome "Stripes", attrezzato con diversi equipaggiamenti militari, quali armi automatiche, coltelli e imbottiture in kevlar.

## Altri media
Nuove versioni di Stripesy e di Star-Spangled Kid sono state presentate nella serie animata, Justice League Unlimited, chiamati però con i loro nuovi nomi, rispettivamente S.T.R.I.P.E. e Stargirl.
Nella serie televisiva della DC Universe del 2020 Stargirl è interpretato da Luke Wilson.